# جونو ۳

سیارک ۳ یا جونو ۳ (نماد: ) (به انگلیسی: Juno 3) سومین سیارک کشف‌شده‌است که در ۱ سپتامبر ۱۸۰۴ کشف شد.
قدر مطلق سیارک برابر ۵٫۳۳ است.